# Años 1680 a. C.
Los años 1680 antes de Cristo transcurrieron entre los años 1689 a. C. y 1680 a. C.

## Acontecimientos
- 1680 a. C.: Los hurritas conquisan el reino pre-asirio.
- 1683-1647 a. C.: reinado de Ammi-ditana, rey de Babilonia. Toma y ocupa a Dêr y probablemente reconquista parte de los territorios perdidos por Samsu-iluna.

## Personas destacadas
- 1684: Muerte de Éremón, legendario irlandés
- 1686: Muerte de Hammurabi, rey de Babilonia